# Zábrdovice (Vedrovice)

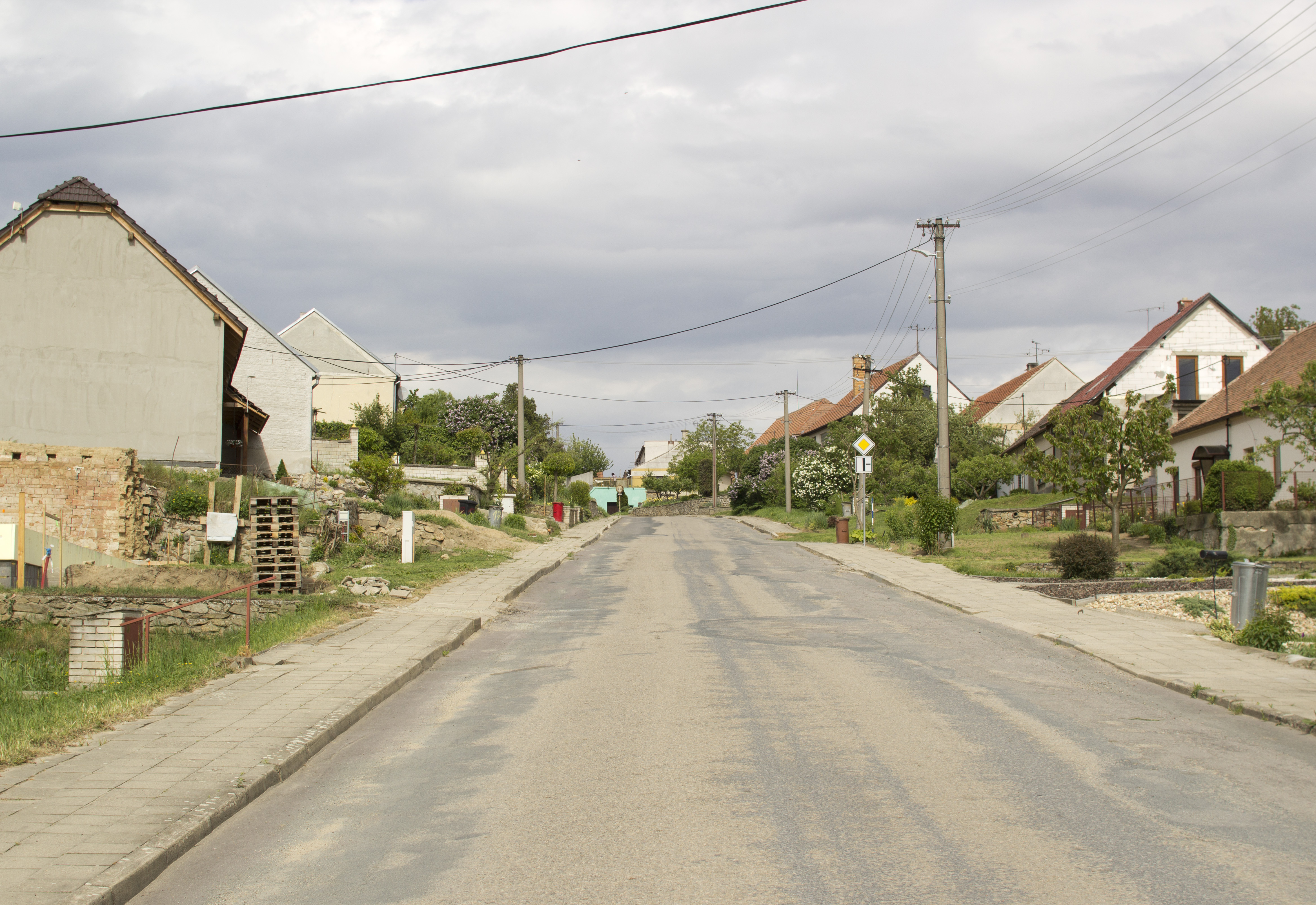
Dorfanger

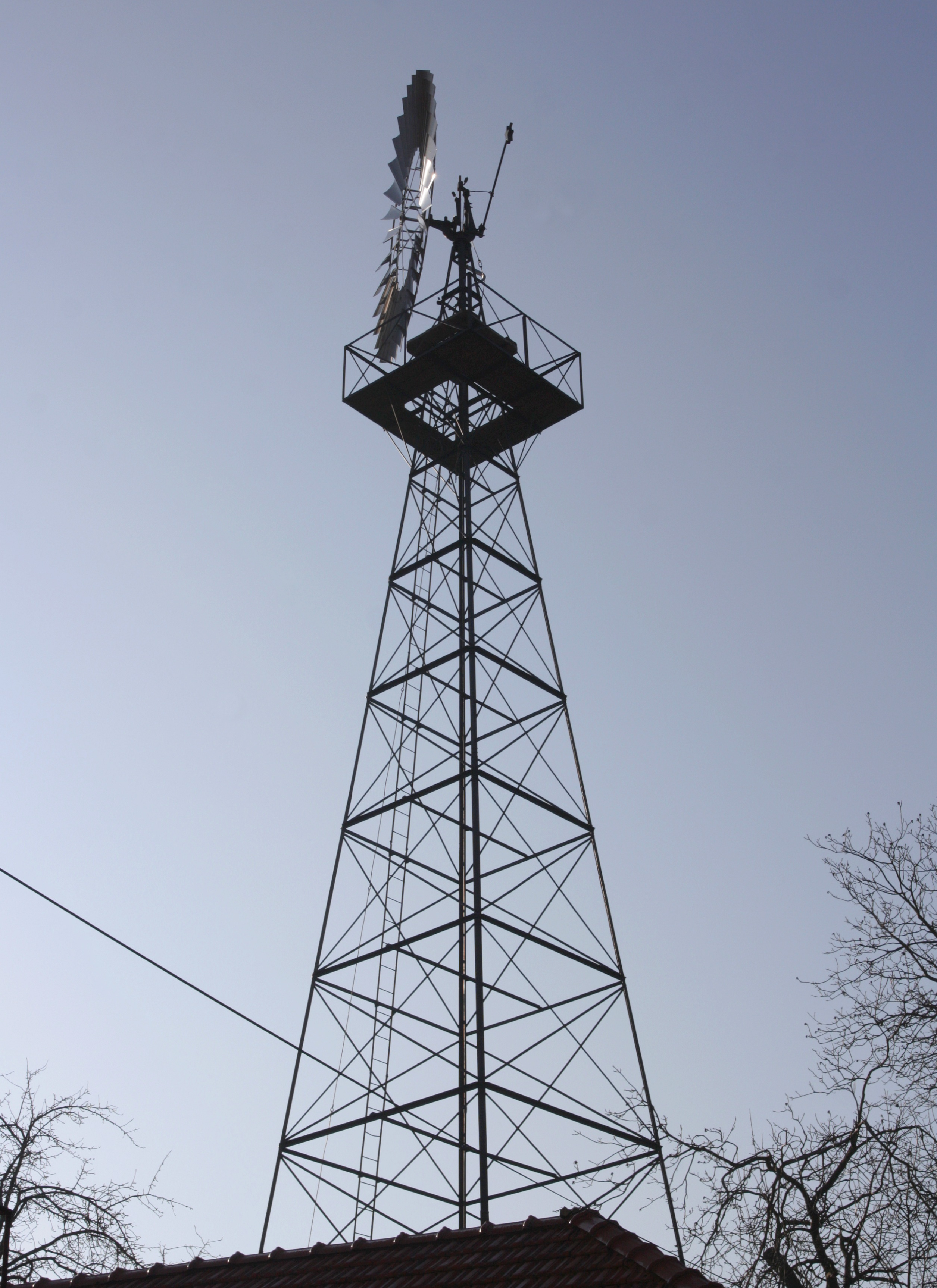
Windpumpe

Zábrdovice (deutsch Zabrdowitz, 1939–45 Saberdowitz) ist eine Grundsiedlungseinheit der Gemeinde Vedrovice in Tschechien. Sie liegt unmittelbar südwestlich von Vedrovice und gehört zum Okres Znojmo. 

## Geographie
Das Längsangerdorf Zábrdovice befindet sich am Abfall der Bobravská vrchovina (Bobrawa-Bergland) zur Thaya-Schwarza-Senke und wird vom Bach Zábrdovický potůček durchflossen. Im Norden und Westen wird das Dorf vom Wildgehege obora Moravský Krumlov (Kromauer Tiergarten), das fast die gesamte Fläche des Krumlovský les (Kromauer Wald) einnimmt, umgeben. Am nordwestlichen Ortsrand liegt der Teich Zábrdovický rybník. Nördlich erhebt sich die Červená hora (Roter Berg, 391 m. n.m.), im Südwesten die Vlčí hora (Wolfsberg, 336 m. n.m.) und der Leskoun (Miskogel, 371 m.n.m.), westlich der Zábrdovický vrch (Zabrdowitzer Berg, 335 m. n.m.) und der Červený vrch (348 m. n.m.) sowie im Nordwesten der U Obrázků (Dachsen, 367 m.n.m.). 
Nachbarorte sind Hubertus im Norden, Vedrovice im Nordosten, Kubšice im Südosten, Olbramovice und Na Samotě im Süden, Bohutice und Leskoun im Südwesten, Dobelice und Rybníky im Westen sowie Rakšice und Durdice im Nordwesten.

## Geschichte
Archäologische Funde belegen eine frühzeitliche Besiedlung der Gegend. Zwischen 1975 und 1982 wurde südwestlich des Dorfes das linearbandkeramische Gräberfeld "Široká u lesa" ausgegraben. Auf dem Leskoun wurde eine bronzezeitliche Siedlungsstätte aufgefunden. 
Zábrdovice wurde wahrscheinlich am Übergang vom 15. zum 16. Jahrhundert durch den Besitzer des Gutes Vedrovice, Stephan Kusy von Mukoděly, gegründet. Die erste urkundliche Erwähnung erfolgte 1535 unter dem Namen Zábudovice, als Johann Kobersky von Drahanovice auf Kobeřice das Gut und die Feste Vedrovice mit den zugehörigen Dörfern erblich von Johann von Leipa auf Krumlov erwarb. Der kinderlose Kobersky vererbte den Besitz 1539 mit Bewilligung durch Ferdinand I. seinem Schwager Smil Osovský von Doubravice auf Valeč. Dessen Sohn Burian verkaufte 1550 das Gut Vedrovice mit den zugehörigen Dörfern Zábudovice und Rokytná an Johann Janauer von Strachnow. Im Jahre 1581 ließ Hynek Janauer von Strachnow seinen Anteil des Gutes Vedrovice einschließlich des wüsten Hofs Zábudovice Johann und Katharina Kusy von Mukoděly intabulieren, die es mit ihrem Gut Bohutice vereinigten. Es wird angenommen, dass der erloschene Herrenhof am westlichen Ende des Dorfes zwischen der Feldflur „Dófilka“, die auf alten Karten mit „Hinter dem Hof“ bezeichnet ist, und dem Bach Zábrdovický potůček gestanden hat. 1615 teilten die Brüder Stephan und Wilhelm Kusy von Mukoděly die Herrschaft Bohutice; der erstgenannte machte die Feste Vedrovice zu seinem Sitz und erhielt Vedrovice und Zábudovice. Zu Beginn des Dreißigjährigen Krieges fielen Ende Juli 1619 die Truppen des kaiserlichen Feldmarschalls Dampierre in die Gegend ein. Am 1. August 1619 wurde Bohutice niedergebrannt, vermutlich auch Vedrovice und Zábudovice. Nach der Schlacht am Weißen Berg plünderten im November 1620 erneut kaiserliche Soldaten die Herrschaft Bohutice. Die protestantischen Brüder Stephan und Wilhelm Kusy von Mukoděly verloren wegen ihrer Teilnahme am Ständeaufstand von 1618 ihre Güter. Da sie nicht zum Katholizismus übertreten wollten, mussten sie das Land verlassen. Kaiser Ferdinand II. schenkte die konfiszierte Herrschaft Bochtitz mit Selowitz, Wedrowitz, Zabrdowitz und Wolfsgarsten am 25. September 1627 dem Znaimer Jesuitenkolleg. Nach der Aufhebung des Jesuitenordens fiel die Herrschaft Bochtitz im Jahre 1773 dem k.k. Studienfonds zu. Am 15. Oktober 1789 verpachtete die k.k. Mährisch-Schlesische Staatsgüter-Veräußerungskommission die Herrschaft Bochtitz für jährlich 7508 Gulden erblich an Johann Topolansky. Nachfolgende Besitzerin war dessen Witwe Theresia († 1804), die in zweiter Ehe mit Wenzel Petřitschek verheiratet war. Nach dem Erbvergleich von 1805 wurde Petřitschek alleiniger Besitzer. Am 22. Juni 1825 erbte Petřitscheks Tochter Aloisia Seidl die Herrschaft Bochtitz mit dem Gut Marschowitz.
Im Jahre 1834 bestand das im Znaimer Kreis gelegene Dorf Zabrdowitz bzw. Zabrdowice aus 34 Häusern mit 190 mährischsprachigen Einwohnern, darunter 33 Reformierten Helvetischen Bekenntnisses. Haupterwerbsquelle bildeten die Landwirtschaft und der Obstbau. Pfarrort war Wolframitz, die Schule befand sich Wedrowitz. Bis zur Mitte des 19. Jahrhunderts blieb Zabrdowitz der Herrschaft Bochtitz untertänig.
Nach der Aufhebung der Patrimonialherrschaften bildete Zábrdovice / Zabrdowitz ab 1848 einen Ortsteil der Gemeinde Vedrovice im Gerichtsbezirk Kromau. Im Dezember 1863 wurde in Vedrovice eine Pfarre eingerichtet, zu der auch Zábrdovice gehörte. Im Jahre 1866 kaufte Aloisia Seidl dem Studienfonds die Herrschaft aus der Erbpacht ab. Ab 1869 gehörte Zábrdovice zum Bezirk Kromau; zu dieser Zeit hatte das Dorf 236 Einwohner und bestand aus 41 Häusern. Im Jahre 1900 lebten in Zábrdovice 325 Personen; 1910 waren es 347. Nach dem Ersten Weltkrieg zerfiel der Vielvölkerstaat Österreich-Ungarn, das Dorf wurde 1918 Teil der neu gebildeten Tschechoslowakischen Republik. Beim Zensus von 1921 lebten in den 66 Häusern von Zábrdovice 342 Tschechen. Zábrdovice löste sich 1924 von Vedrovice los und bildete eine eigene Gemeinde. Im Jahre 1930 bestand Zábrdovice aus 90 Häusern und hatte 400 Einwohner. 
Nach dem Münchner Abkommen von 1938 verblieb die an der Sprachgrenze gelegene Gemeinde bei der Tschechoslowakei und wurde dem Gerichtsbezirk Eibenschütz zugeordnet. Vom tschechoslowakischen Binnenland war Zábrdovice – wie auch die benachbarte Gemeinde Vedrovice – abgeschnitten und nur über Waldwege zu erreichen. Zu Zeiten des Protektorats Böhmen und Mähren wurde Zábrdovice / Saberdowitz am 26. Mai 1942 offiziell in den Bezirk Brünn-Land / Okres Brno-venkov eingegliedert; jedoch nahm das Bezirksamt Brünn-Land bereits seit Ende 1938 die Aufgaben für die elf Gemeinden des ehemaligen Bezirks Mährisch-Kromau, die nicht dem Deutschen Reich zugeschlagen wurden, wahr. Bis 1945 war Zábrdovice Grenzort zum Deutschen Reich. Nach dem Ende des Zweiten Weltkrieges erfolgte die Wiederherstellung der alten Bezirksstrukturen. 1949 wurde Zábrdovice erneut nach Vedrovice eingemeindet. Im Jahre 1950 hatte Zábrdovice 365 Einwohner. Am Leskoun wurde in der zweiten Hälfte der 1950er Jahre ein ausgedehnter Granodioritsteinbruch angelegt und seitdem große Teile des Berges, der ursprünglich eine Höhe von 388 m. n.m. hatte, abgetragen. Bei der Gebietsreform von 1960 wurde Zábrdovice im Zuge der Aufhebung des Okres Moravský Krumlov dem Okres Znojmo zugeordnet; zugleich verlor das Dorf den Status eines Ortsteils. Im Laufe des 20. Jahrhunderts wuchsen Zábrdovice und Vedrovice zu einer Einheit zusammen, zwischen den beiden alten Dörfern entstand ein neuer großer Dorfplatz mit dem Gemeindeamt und der Schule. Beim Zensus von 2001 lebten in den 153 Häusern von Zábrdovice 469 Personen.

## Ortsgliederung
Die Grundsiedlungseinheit Zábrdovice bildet den Katastralbezirk Zábrdovice u Vedrovic.

## Sehenswürdigkeiten
- Windpumpe, sie wurde zwischen 1912 und 1914 von der Firma Kunz in Mährisch Weißkirchen für die Wassergenossenschaft erbaut. Ab 1950 erhielt die Pumpe einen zusätzlichen Elektromotorenantrieb, der ab 1958 das Windrad gänzlich ersetzte. Das zum Wahrzeichen der Gemeinde gewordene Windrad verfiel danach. Das Technische Museum in Brünn bot der Gemeinde 1982 die Unterstützung bei der Konservierung des Windrades an. Dabei wurde es durch eine Replik ersetzt. Seit 1984 ist das Windrad als Technisches Denkmal in die Liste der Kulturdenkmale aufgenommen und ist eines von drei erhaltenen Windrädern in Tschechien. Das Original des Windrades steht heute im Hof des Museums.[7]
- Berg Leskoun, auf seinem Gipfel befindet sich ein ausgedehnter Steinbruch
- Wegekreuz an der Straße zwischen Zábrdovice und Leskoun
- Prähistorische befestigte Siedlungsstätte auf einem Sporn über dem Mokrý žleb (Nasses Tal), anderthalb Kilometer nordwestlich von Zábrdovice im Krumlovský les